# Kultima
Kultima (Samisch: Gulddán) is een Saami nederzetting binnen de Finse gemeente Enontekiö. Het dorp ligt circa tien kilometer ten noorden van Kuttanen en is alleen via dat dorp bereikbaar via een landweg. Kultima is gelegen aan de Tarvantorivier, die zuidwaarts naar Kuttanen voert.
Hoofdplaats: Hetta

Dorpen: Äijäjoki · Jatuni · Kaaresuvanto · Kantola · Kelottijärvi · Ketomella · Kilpisjärvi · Kultima · Kuttanen · Leppäjärvi · Luspa · Markkina · Maunu · Muotkajärvi · Näkkälä · Nartteli · Nunnanen · Palojärvi · Palojoensuu · Pättikkä · Peltovuoma · Pousujärvi · Raittijärvi · Ropinsalmi · Saarikoski · Saivomuotka · Sonkamuotka · Vähäniva · Vuontisjärvi · Ylikyrö

Aanduiding: Kivilompolo